# Thalurania glaucopis
La driade capoviola, ninfa corona violetta o ninfa di bosco corona violetta (Thalurania glaucopis (Gmelin, 1788)) è un uccello della famiglia Trochilidae, diffuso in Sudamerica.

## Distribuzione e habitat
La specie è presente in Argentina, Brasile, Paraguay e Uruguay.
Abita in foreste tropicali e subtropicali di pianura e di montagna. Si trova anche su siti di antiche foreste fortemente degradate.